# Matrimonio igualitario en Zacatecas
El matrimonio entre personas del mismo sexo es legal en Zacatecas desde el 30 de diciembre de 2021. El 14 de diciembre de 2021, el Congreso de Zacatecas aprobó un proyecto de ley sobre matrimonio entre personas del mismo sexo por 18 votos contra 10.  La legislación se publicó en el Boletín Oficial del Estado el 29 de diciembre y entró en vigor al día siguiente.  Antes de la legalización a nivel estatal, cinco municipios de Zacatecas expedían licencias de matrimonio a parejas del mismo sexo a pesar de una prohibición estatal, lo que representaba aproximadamente una cuarta parte de la población del estado.   Estos cinco municipios fueron la ciudad de Zacatecas, Cuauhtémoc, Villanueva, Miguel Auza y Fresnillo.

## Historia jurídica

### Uniones civiles
En junio de 2011 se propuso por primera vez en Zacatecas un proyecto de ley sobre unión civil. La medida, que habría proporcionado a las parejas del mismo sexo un subconjunto de los derechos y beneficios ofrecidos a las parejas casadas del sexo opuesto, fue presentada al Congreso de Zacatecas el 30 de junio, pero quedó estancada en la comisión. En 2013, el principal impulsor del proyecto de ley, Jorge Álvarez Máynez, dijo que no era priorizado.  Había reunido el apoyo de un diputado del Partido Revolucionario Institucional (PRI), algunos independientes y algunos diputados del Partido de la Revolución Democrática (PRD), pero contó con la oposición del conservador Partido Acción Nacional (PAN). Se volvió a discutir en marzo de 2014, pero la mayoría no aprobó la medida. 

## El matrimonio del mismo sexo

### Detrás
El 12 de junio de 2015, la Corte Suprema de México dictaminó que las prohibiciones estatales del matrimonio entre personas del mismo sexo son inconstitucionales en todo el país. El fallo del tribunal se considera una "tesis jurisprudencial" y no invalida las leyes estatales, lo que significa que las parejas del mismo sexo a las que se les niega el derecho a casarse aún tendrían que solicitar amparos individuales. El fallo estandarizó los procedimientos para que jueces y tribunales de todo México aprueben todas las solicitudes de matrimonios entre personas del mismo sexo e hizo que la aprobación fuera obligatoria. En reacción al fallo de la Corte Suprema, una diputada del PRD anunció el 18 de junio de 2015 que presentaría un proyecto de ley para reformar los códigos civil y de familia del estado para otorgar a las parejas del mismo sexo los mismos derechos que a las parejas heterosexuales casadas. Una portavoz del Partido Acción Nacional anunció inmediatamente la oposición del partido y condenó el fallo de la Corte Suprema.  El proyecto de ley del PRD aún estaba pendiente en el Congreso en noviembre de 2017. 
El primer amparo del estado fue aprobado en mayo de 2016. La pareja, Rodolfo Eduardo Flores Nava y Francisco Domínguez Galindo, se casaron en la ciudad de Zacatecas en julio de 2016, lo que los convirtió en la primera pareja del mismo sexo en casarse en Zacatecas.  El 3 de abril de 2017, un tribunal concedió a una pareja de lesbianas de Fresnillo el derecho a contraer matrimonio.  A otra pareja del mismo sexo de la misma ciudad se le concedió el derecho a casarse unos meses después. Se casaron en octubre de 2017 en una ceremonia privada junto a familiares y amigos; fueron la primera pareja del mismo sexo en casarse en Fresnillo.  Para enero de 2019, tres parejas del mismo sexo se habían casado en la ciudad de Zacatecas. 

### Intento de legalización en 2019 y municipios expidiendo licencias
Las elecciones de julio de 2018 dieron como resultado que el Movimiento Regeneración Nacional (MORENA), un partido que apoya el matrimonio entre personas del mismo sexo, ganara una pluralidad de escaños legislativos en Zacatecas.  A finales de febrero de 2019, la diputada de MORENA, Mónica Borrego Estrada, presentó al Congreso un nuevo proyecto de ley sobre matrimonio entre personas del mismo sexo,   que esperaba que se aprobara "pronto". Borrego Estrada calificó la definición heterosexual de matrimonio como "una violación a las constituciones de México y Zacatecas".  El Consejo Nacional para Prevenir la Discriminación también pidió al Estado que legalice el matrimonio entre personas del mismo sexo.  El 14 de agosto de 2019, el Congreso rechazó el proyecto de ley para legalizar el matrimonio entre personas del mismo sexo en una votación de 11 a 13 y 2 abstenciones. 
El 14 de febrero de 2019, funcionarios de la ciudad de Zacatecas anunciaron que comenzarían a expedir licencias de matrimonio a parejas del mismo sexo.   El gobernador Alejandro Tello Cristerna argumentó que los matrimonios serían inválidos y expresó su oposición personal al reconocimiento del matrimonio entre personas del mismo sexo, diciendo que las autoridades deben tener "cuidado al tratar el tema".  El obispo Sigifredo Noriega, jefe de la diócesis católica de Zacatecas, también se manifestó en contra, pero consideró necesario encontrar una medida alternativa que proteja los derechos legales de las parejas del mismo sexo sin "destrucción del matrimonio".  La primera pareja se casó el 23 de febrero  y el 27 de febrero otra pareja se había casado y cinco parejas más habían presentado solicitudes de matrimonio.  El municipio de Cuauhtémoc hizo lo mismo al legalizar el matrimonio entre personas del mismo sexo el 1 de marzo  y Villanueva el 20 de mayo de 2019.  El 5 de julio de 2019, Miguel Auza también había anunciado su intención de expedir licencias de matrimonio a parejas del mismo sexo,  y en julio de 2020 el ayuntamiento de Fresnillo aprobó una moción para realizar matrimonios entre personas del mismo sexo en el municipio.  

### Aprobación de legislación en 2021
En septiembre de 2021, el diputado Xerardo Ramírez Muñoz, del Partido del Trabajo, presentó al Congreso de Zacatecas un proyecto de ley para legalizar el matrimonio entre personas del mismo sexo.  El proyecto de ley fue aprobado por una comisión del Congreso el 9 de diciembre  y se programó una votación final para el martes 14 de diciembre de 2021. La legislación fue aprobada por el Congreso el 14 de diciembre por 18 votos a favor, 10 en contra y 1 abstención.  La ley fue publicada el 29 de diciembre de 2021, tras la firma del gobernador David Monreal Ávila, y entró en vigor al día siguiente, el 30 de diciembre de 2021.  La ley garantiza que las parejas casadas del mismo sexo disfruten de los mismos derechos, beneficios y responsabilidades que las parejas casadas del sexo opuesto, incluidos beneficios fiscales, derechos de inmigración, derechos de propiedad, herencia, etc., pero excluyendo los derechos de adopción. 
Se modificó el artículo 100 del Código de Familia para quedar como sigue:
- El matrimonio es la unión jurídica de dos personas donde ambas, mediante una comunidad de vida, y procurándose respeto, igualdad y ayuda mutua, constituyan una familia.
- El matrimonio es la unión legal de dos personas que, mediante una comunidad de vida, y procurándose el respeto, la igualdad y la ayuda mutua, constituyen una familia.

| Partido políticos                    | Miembros | Positivo | Negativo | Abstenciones | Ausentes |
| ------------------------------------ | -------- | -------- | -------- | ------------ | -------- |
| Movimiento de Regeneración Nacional  | 9        | 8        |          |              | 1        |
| Partido Revolucionario Institucional | 7        |          | 6        | 1            |          |
| Partido Acción Nacional              | 3        |          | 3        |              |          |
| Partido del Trabajo                  | 3        | 3        |          |              |          |
| Partido de la Revolución Democrática | 3        | 3        |          |              |          |
| Partido Encuentro Social             | 2        | 2        |          |              |          |
| Partido Nueva Alianza                | 2        | 1        | 1        |              |          |
| Partido Verde Ecologista de México   | 1        | 1        |          |              |          |
| Total                                | 30       | 18       | 10       | 1            | 1        |

## Estadísticas de matrimonio
La siguiente tabla muestra el número de matrimonios entre personas del mismo sexo realizados en Zacatecas desde 2021 según lo reportado por el Instituto Nacional de Estadística y Geografía. 
| Año  | Personas del mismo sexo | Personas del mismo sexo | Personas del mismo sexo | Sexo opuesto | Total | % del mismo sexo |
| Año  | Femenino                | Masculino               | Total                   | Sexo opuesto | Total | % del mismo sexo |
| ---- | ----------------------- | ----------------------- | ----------------------- | ------------ | ----- | ---------------- |
| 2021 | 20                      | 8                       | 28                      | 7,011        | 7,039 | 0.40%            |

## Opinión pública
Encuesta de opinión de 2017 realizada por el Gabinete de Comunicación Estratégica, donde encontró que el 46% de los zacatecanos apoyaba el matrimonio entre personas del mismo sexo, mientras que el 49% se oponía. 
Según una encuesta de 2018 del Instituto Nacional de Estadística y Geografía, el 37% del público zacatecano se oponía al matrimonio entre personas del mismo sexo. 